# Bozzio Levin Stevens
Bozzio Levin Stevens est un groupe de rock progressif américain. Il se compose de Terry Bozzio à la batterie, Tony Levin à la basse et au chapman stick et Steve Stevens à la guitare. Le groupe compte deux albums : Black Light Syndrome (1997) et Situation Dangerous (2000). Black Light Syndrome est publié le 15 juillet 1997, et Situation Dangerous le 8 août 2000. Les albums atteignent l'Oricon.

## Discographie
- 1997 : Black Light Syndrome
- 2000 : Situation Dangerous